# Эрнандес, Рональд
Ро́нальд Хосе́ Эрна́ндес Пименте́ль (исп. Ronald José Hernández Pimentel; род. 4 октября 1997, Баринас, Венесуэла) — венесуэльский футболист, защитник клуба «Атланта Юнайтед» и сборной Венесуэлы.

## Карьера

### Клубная
Рональд начал футбольную карьеру в клубе «Самора», за основной состав которого он дебютировал 12 июля 2016 года во встрече с «Льянерос». В сезоне 2015 защитник провёл 4 матча чемпионата, а его клуб занял первое место в высшем футбольном дивизионе Венесуэлы. На следующий год — только пять матчей, но вновь помог завоевать чемпионский титул.
9 марта 2017 года Эрнандес провёл первую игру в Кубке Либертадорес, выйдя на замену во встрече с бразильским «Гремио».
17 августа 2017 года Эрнандес перешёл в клуб чемпионата Норвегии «Стабек», подписав контракт на 4,5 года.
31 января 2020 года Эрнандес подписал 4,5-летний контракт с клубом чемпионата Шотландии «Абердин», перейдя за нераскрытую сумму.
18 февраля 2021 года Эрнандес был взят в аренду клубом MLS «Атланта Юнайтед» на сезон 2021. 1 мая дебютировал за «Атланту Юнайтед 2» в Чемпионшипе ЮСЛ в матче против «ОКС Энерджи». За первую «Атланту Юнайтед» в MLS дебютировал 3 июля в матче против «Чикаго Файр». 21 июля в матче против «Цинциннати» забил свой первый гол за «Атланту Юнайтед». 17 января 2022 года «Атланта Юнайтед» объявила о выкупе Эрнандеса у «Абердина» согласно опции и подписании с ним контракта до конца сезона 2024.

### В сборной
В 2017 году в составе сборной Венесуэлы до 20 лет Эрнандес принял участие в молодёжном чемпионате Южной Америки. Защитник провёл на турнире все девять матчей своей команды, получившей право выступить на молодёжном чемпионате мира.
За сборную Венесуэлы Эрнандес дебютировал 10 октября 2017 года в матче квалификации чемпионата мира 2018 против сборной Парагвая. Принимал участие в Кубке Америки 2019. Был включён в состав сборной на Кубок Америки 2021.

## Достижения
Самора
- Чемпион Венесуэлы (2): 2015, 2016